# Spellbound (canción de Lacuna Coil)
«Spellbound» es el primer sencillo del quinto álbum de estudio de Lacuna Coil, Shallow Life. La canción fue el primer cuadro de entrada en las listas de Billboard de Estados Unidos desde el sencillo "Our Truth" en 2006. Debutó en el puesto #36 en los U.S Billboard Hot Rock Mainstream Tracks, y se ha convertido en su primer Top 30 en esa lista. 
El sencillo debutó oficialmente el 21 de febrero de 2009, cuando la banda se presentó en el festival de Soundwave en Brisbane, Australia.

## Video musical
El video musical de "Spellbound" fue dirigida por el director italiano Roberto "Saku" Cinardi y filmado en Milán en Dolce & Gabbana Gold en febrero de 2009. El clip fue producido por Film Apnea y el vestuario fue diseñado por Dolce & Gabbana. Un adelanto de 30 segundos del video fue lanzado en el sitio web italiano de MTV el 23 de marzo de ese mismo año.
El video musical muestra a la banda tocando la canción en el restaurante Dolce & Gabbana Gold. La segunda versión del video muestra a la banda interpretando la canción en el centro de una habitación de oro con imágenes de los diferentes aspectos de estar bajo algún hechizo: la chica obsesionada con su peso y apariencia, y el hombre que quiere transformarse en un superhombre, un político, etc. El video ganó un premio en Italia en el Premio Videoclip Italiano para "Mejor Edición" en 2009.

## Lista de canciones
Todas las letras escritas por Lacuna Coil, toda la música compuesta por Lacuna Coil. 
| iTunes Sencillo de Descarga Digital |        |          |  |
| N.º                                 | Título | Duración |  |

## Lanzamiento
| Región      | Fecha                 | Sello             | Formato          |
| ----------- | --------------------- | ----------------- | ---------------- |
| Mundial     | 14 de febrero de 2009 | Century Media/EMI | Radio            |
| Europa      | 20 de marzo de 2009   | Century Media/EMI | Descarga digital |
| Australia   | 22 de marzo de 2009   | Century Media/EMI | Descarga digital |
| Reino Unido | 22 de marzo de 2009   | Century Media/EMI | Descarga digital |

## Posición en las listas
El sencillo alcanzó el puesto #30 en los U.S Billboard Hot Rock Mainstream Tracks en julio de 2009
. Se convirtió en el segundo sencillo de la banda en alcanzar dicha posición en los Estados Unidos, así como su segundo sencillo Top 40 en las listas de rock "Our Truth", que alcanzó el puesto número #36 en 2006. También alcanzó el # 24 en la tabla de US Active Rock en septiembre de 2009.
| Lista (2009)                              | Posición |
| ----------------------------------------- | -------- |
| U.S. Billboard Hot Mainstream Rock Tracks | 30       |
| US Active Rock                            | 24       |

## Personal

### Lacuna Coil
- Cristina Scabbia — vocales
- Andrea Ferro — vocales
- Cristiano Migliore — guitarra
- Marco Biazzi — guitarra
- Marco Coti Zelati — bajo
- Cristiano Mozzati — batería

### Producción del videoclip
- Director: SaKu
- Productor: Don Gilmore
- Director de fotografía: Patrizio Saccò
- Editor: SaKu
- Compañía de producción: Apnea Film